# شحاتين ونبلاء (فلم)
شحاتين ونبلاء هو فيلم مصري مأخوذ عن الرواية المصورة للروائي المصري الفرنسي ألبير قصيري، مدة الفيلم 95 دقيقة وهو من إنتاج أفلام مصر العالمية (يوسف شاهين وشركاه) واخراج الراحلة أسماء البكري

## قصة الفيلم
وتدور قصته حول ثلاثة مشردين فرضوا طابعا مختلفا لحياتهم على المجتمع والقانون، طابعا يتسم بالبلادة والكسل والصعلكة، حياة رافضة لأي قيود، أو مبادئ رسمية أو حتى اجتماعية، هؤلاء الثلاثة ينطلقون في الحياة إلى أقصى ذروتها الوجودية، حيث اللامبالاة والحرية المطلقة، والسخرية من أجل اللاشئ، والرغبة الكبيرة في تدمير الذات، وهو ما ظهر في قيام أحدهم بالاعتراف على نفسه في جريمة قتل لم يقترفها. 

## أبطال الفيلم

### الممثلين
- صلاح السعدني
- محمود الجندي
- عبدالعزيز مخيون
- أحمد آدم
- لولا محمد
- عهدي صادق
- لبنى ونس
- حنان يوسف
- ليلى فارس
- محمد هنيدي
- ماهر سليم
- أحمد كمالي
- طارق مندور
- مجدي عبدالحليم
- ابتسام محمد
- سامح السيد
- جورج رزق الله
- العربي محمود
- بيير سيوفي
- تامر أشرف
- أيمن عبدالجليل
- أحمد البرعي
- محمد عبدالعزيز
- مسعد سعد
- محمد رمزي
- سعاد يوسف
- أحمد برقوقة
- محمد محمود

### الإخراج
- أسماء البكري.      (مخرج)
- محمد مصطفى.     (مخرج مساعد)
- طارق خليل.      (مساعد مخرج)
- عاطف حتاتة.     (مساعد مخرج)
- أسامة البطران.    (سكريبت)

### إنتاج
- أفلام مصر العالمية (يوسف شاهين وشركاه).   (إنتاج)
- حسام الدين علي     (منتج منفذ)
- محمد رضا.      (إدارة وتنفيذ الإنتاج)
- ماريان خوري.      (إنتاج)
- سامح السيد.     (إدارة وتنفيذ الإنتاج)

### تأليف
- ألبير قصيري.     (قصة)
- أسماء البكري.     (سيناريو وحوار)
- حسام زكريا.  (حوار)

### ديكور
- محمد أمين.     (مهندس الديكور)
- أنسي أبو سيف     (إشراف فني وديكور)
- سامي رافع.    (منسق مناظر)

### تصوير
- سمير بهزان.   (المصور)
- يحيى عباس.     (مساعد مصور)
- رمسيس مرزوق.      (مدير التصوير)

### مونتاج
- رحمة منتصر.     (مونتير)
- أحمد داود.     (مونتير مساعد)

### بقية طاقم الفيلم
- مجدي كامل.      (مكساج)
- أفلام مصر العالمية (يوسف شاهين وشركاه).    (موزع)
- مصطفى ناجي.     (ألحان وموسيقى تصويرية)

## وصلات خارجية
- مقالات تستعمل روابط فنية بلا صلة مع ويكي بيانات